# Vonigeasa, Argeș
Vonigeasa este un sat în comuna Cuca din județul Argeș, Muntenia, România.